# Iphone 11
Iphone 11, i marknadsföringssyfte skrivet iPhone 11, är en mobiltelefon från Apple. Den visades först tillsammans med Iphone 11 Pro av Tim Cook den 10 september 2019. Från den 13 september 2019 kunde man förhandsbeställa telefonen och den släpptes 20 september 2019, en dag efter att IOS 13 släpptes.
Två av ändringarna från Iphone XR som släpptes ett år innan Iphone 11 är Apple A13-chippet och en bättre kamera. Medan Iphone 11 Pro kommer med en 18-watts-laddare kommer Iphone 11 med en 5-watts-laddare som kommit med Apples tidigare telefoner. Båda laddarna är dock kompatibla med båda telefonerna.

## Historia
Detaljer angående smarttelefonen läckte före telefonen officiellt släppts, med fullständiga specifikationer och återgivningar av telefonen som publicerades, varav många visade sig vara korrekta, som framsteg i kameran och att ha toppdelen där framsidekameran sitter som funnits sedan Iphone X. Officiella inbjudningar till släppet som skickades ut till pressmedia med skiktat färgat glas som bildar Apple-logotypen, som vissa granskare jämförde med Apples ursprungliga logotyp, vilket föreslog nya färger för telefonen och till ett patent som Apple lämnade in för en ny kameradesign tidigare.